# يورغن كرافت
يورغن كرافت (بالألمانية: Jürgen Kraft)‏ ولد بتاريخ 26 نوفمبر 1951 في ألمانيا، وتوفي في 11 يونيو 2002 في برلين، كان دراج ألماني.

## روابط خارجية
- يورغن كرافت على موقع أرشيف الدراجات (الإنجليزية)
- يورغن كرافت على موقع إحصائيات الدراجات الإحترافية (الإنجليزية)